# قنطرة ماكسويل

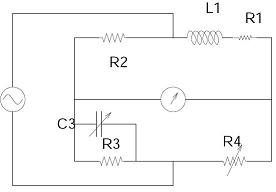
قنطرة ماكسويل

قنطرة ماكسويل، بالإنجليزية Maxwell Bridge أو قنطرة ماكسويل-فين هي قنطرة كهربية مشابهة لقنطرة وهيتستون تستعمل لقياس المقاومات المركبة مثل المستحثات بواسطة مصدر كهربائي متردد.

## طريقة العمل
تمثل Lx في الشكل المستحث المراد تعيين مقاومته، وتمثل R2 مقاومته المكافئة . تُوازن القنطرة بواسطة المقاومتين R1 وR3 بحيث يصبح الجهد المتردد U=0.
تـُركب L1 وR1 على نفس الفرع الذي يوجد به الملف المراد قياسه Lx ، والذي يحتوي على مقدار الحث L2 والمقاومة المكافئة R2.
المقاومتان R1 وR3 قابلتين للتغيير والضبط، والملف L1 هو مستحث مرجعي .
تـُضبط كل من المقاومتين R1 وR3 بحيث يصير الجهد U=0 .
من أجل بلوغ ذلك تُضبط المقاومة R1 بحيث يكون الطور عند نقطة الوسط على طرف القنطرة اليساري مساويا لدرجة الصفر (0°) بمقارنته بطور جهد المصدر المتردد. وتُضبط الشدة عند نقطتي الوسط لفرعي القنطرة بواسطة 3 حتي تتساويان . عند التوصل إلى ذلك التوازن تصير U=0 .
ونغير عادة المقاومتين R1 وR3 بالتبادل عدة مرات حتي نصل إلى حالة التوازن ووصول الجهد إلى الصفر أو نهاية صغرى عندئذ تنطبق المعادلة:
{\displaystyle (R_{2}+j\omega L_{2})\cdot R_{3}=(R_{1}+j\omega L_{1})\cdot R_{4}}.
ونحصل على الجزء الحقيقي للمقاومة المكافئة (الحث) Lx بالعلاقة:
{\displaystyle R_{2}={\frac {R_{4}}{R_{3}}}R_{1}}

ونحصل على الجزء التخيلي لقيمة الحث Lx للملف :
{\displaystyle L_{2}={\frac {L_{1}}{R_{3}}}R_{4}}

## اقرأ أيضا
- دارة التوالي أو التوازي
- قنطرة وهيتستون